# Date a Cesare quello che è di Cesare e a Dio quello che è di Dio

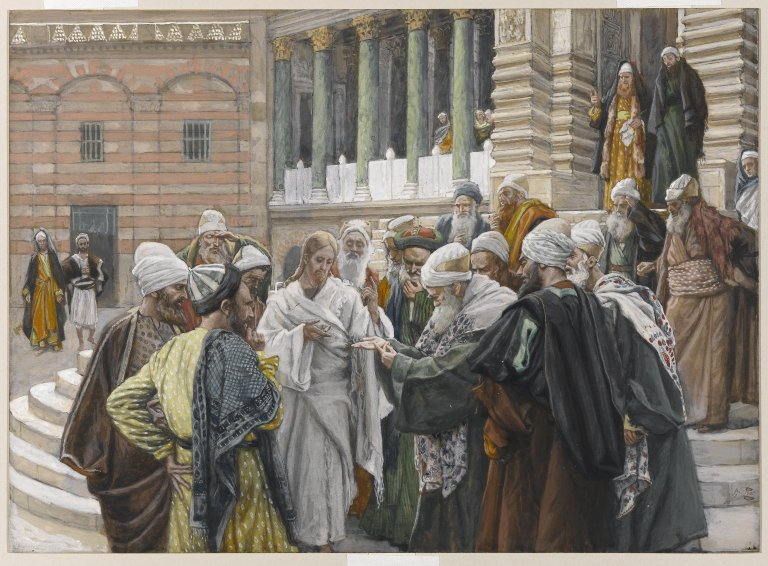
James Tissot, Il tributo a Cesare

«Date a Cesare quel che è di Cesare e a Dio quel che è di Dio» (greco: Ἀπόδοτε οὖν τὰ Καίσαρος Καίσαρι καὶ τὰ τοῦ Θεοῦ τῷ Θεῷ; latino: Réddite quae sunt Caésaris Caésari et quae sunt Dei Deo) è una celebre frase attribuita a Gesù nei vangeli sinottici, in particolare nel Vangelo secondo Matteo 22,21, nel Vangelo secondo Marco 12,17 e nel Vangelo secondo Luca 20,25. È un detto registrato anche al di fuori degli scritti canonici: è presente nel Vangelo di Tommaso (100,2-3) e, rielaborato, nel Vangelo Egerton (3,1-6).
La frase, solitamente limitata alla sola prima parte, è rimasta nell'uso comune con un altro significato, ossia come un invito a riconoscere i meriti di ognuno.
Il Cesare a cui Gesù si riferì è il secondo imperatore, Tiberio Cesare Augusto.

## Versioni
Vangelo secondo Marco:
Vangelo secondo Matteo:
Vangelo secondo Luca:
Vangelo di Tommaso (100):
Vangelo Egerton (3,1-6, frammentario):

## Contesto
Secondo le diverse versioni del racconto, alcuni personaggi decisero di mettere in difficoltà Gesù chiedendogli se gli Ebrei dovessero o meno rifiutarsi di pagare le tasse ai dominatori Romani. Nel Vangelo secondo Luca si specifica che, evidentemente attendendosi che Gesù si sarebbe opposto al tributo, essi intendevano «consegnarlo all'autorità e al potere del governatore», che all'epoca era Ponzio Pilato e che era responsabile della raccolta dei tributi. I vangeli sinottici raccontano che gli interlocutori si rivolsero a Gesù lodandone l'integrità, l'imparzialità e l'amore per la verità, poi gli chiesero se fosse o meno giusto per gli Ebrei pagare le tasse richieste da Cesare. Gesù, dopo averli chiamati ipocriti, chiese loro di produrre una moneta buona per il pagamento e poi di chi fossero nome e raffigurazione su di essa; alla risposta che si trattava di Cesare, rispose «Date a Cesare quello che è di Cesare e a Dio quello che è di Dio» (il Vangelo di Tommaso completa la frase con «e date a me ciò che è mio»). I suoi interlocutori, confusi dalla risposta autorevole e ambigua, si allontanarono contrariati.
Nel Vangelo secondo Marco e in quello secondo Matteo gli interlocutori di Gesù sono farisei ed erodiani; l'autore del Vangelo secondo Luca parla di informatori degli scribi e dei sommi sacerdoti.
Le tasse imposte dai Romani alla Giudea avevano causato in precedenza delle rivolte. Nel 6 fu indetto il censimento di Quirinio allo scopo di determinare le ricchezze da tassare, ma ciò provocò la rivolta di Giuda il Galileo che, sebbene repressa, portò probabilmente alla nascita del movimento degli Zeloti.
Il tema delle tasse romane e della loro evasione da parte degli Ebrei è ricorrente nel Nuovo Testamento. Durante il processo di Gesù, l'imputato fu accusato di essersi proclamato re dei Giudei, ma nel Vangelo secondo Luca è aggiunta l'accusa di essersi opposto al pagamento delle tasse. Uno degli apostoli di Gesù, Matteo, era stato chiamato proprio mentre stava lavorando, mentre Zaccheo, uno dei principali esattori delle tasse sotto Pilato, era stato convinto da Gesù a pentirsi e abbandonare il proprio lavoro; in diverse occasioni, infine, Gesù parlò male degli esattori, giungendo persino ad accomunarli alle prostitute.

## Abramo e Melchisedek
La Lettera agli Ebrei (Ebrei 7:1-10) spiega l'episodio del patriarca Abramo che viene benedetto da Dio con la vittoria, e poi dal sacerdote non-israelita Melchisedec, cui paga la decima davanti al re dei Sodomiti sconfitti, rifiutando la sua offerta e liberando i propri servitori militanti. Offrendo il pane e il vino a Dio, un sommo sacerdote (di genesi ignota) è precursore del primo rito eucaristico della storia.
Il pagamento delle tasse non rappresenta un riconoscimento della superiorità dell'autorità imperiale né del suo pantheon pagano, poiché non vi è benedizione sacerdotale sui paganti (Ebrei 7:7) né piegamento di ginocchia in adorazione di divinità pagane come Baal, idolatria non perdonabile da Dio (Primo Libro dei Re, 19:15-18). 
Abramo viene benedetto dal Re di Giustizia e di Pace davanti al re dei Sodomiti, subito dopo l'uso della forza per vincere Chedorlaomer e liberare Lot, suo parente, ed il popolo, ponendo rimedio ad un atto di ingiustizia dei vicini. Inesperto di armi, vince con appena 318 uomini non liberi in una sola notte contro i quattro re che avevano saccheggiato Sodoma e Gomorra. Imprese belliche simili furono condotte da re Davide, anch'egli Unto del Signore, nei confronti dei popoli confinanti che opprimevano Israele.
La Lettera agli Ebrei rileva che la benedizione (e non il pagamento delle tasse) fu segno della superiorità del sacerdozio di Melchisedec su quello della tribù di Levi, discendente da Abramo.
Ebrei 5:1-10 afferma che Gesù, generato Figlio prima di tutti secoli, apprese l'obbedienza nella vita terrena e divenne perfetto quando Dio lo proclamò sommo sacerdote secondo Melchisedec. Analogamente, i Figli di Dio ottengono dal Maestro la salvezza eterna se gli obbediscono, resi perfetti dalle sofferenze e dalla ribellione alle ingiustizie terrene.
Il pagamento delle tasse è inteso come una doverosa e pia opera di giustizia e non come un atto di sottomissione (con lo spirito ad altre divinità e col corpo a qualche giogo), che legittimerebbe l'uso della forza militare.

## Opere d'arte
- Tributo a Cesare (Manfredi)